# Charlotte Amalie Koren
Charlotte Amalie Koren, född den 22 februari 1831 på Nes i Romerike, död den 11 maj 1910 i Kristiania, var en norsk författarinna.
Koren var i yngre år huvudlärarinna i en av Kristianias större flickskolor, men ägnade sig sedermera åt historiska studier och skönlitterärt författarskap. Hon publicerade Fra en storbygd (1873, anonym), Bevægede lider (1880; ny upplaga 1893 med titeln Familien Grib), Gertrud (1882), Hans skjæbne (1884), Fra før og nu (1886), Agga (1889), Moderens testamente (1894) samt en serie från den brittiska historien hämtade tidsbilder, Henrik VIII og Anna Boleyn (1896), Dronninger og partikampe (1898), Fra Edvard VI:s og Maria den blodiges tid (1900–1901), Dronning Elisabet og Maria Stuart (1907) och To dronninger (1909).